# Emir Bajrami
Emir Bajrami (ur. 7 marca 1988 w Prisztinie) – szwedzki piłkarz pochodzenia kosowskiego występujący na pozycji napastnika. Od 2015 jest zawodnikiem IF Elfsborg.

## Kariera klubowa
Bajrami urodził się w Jugosławii, ale jako dziecko emigrował z rodziną do Szwecji. W 2006 roku rozpoczął tam zawodową karierę piłkarską w klubie IF Elfsborg. W Allsvenskan zadebiutował 30 lipca 2006 roku w wygranym 3:0 meczu z GAIS. W 2006 roku zdobył z klubem mistrzostwo Szwecji. 17 kwietnia 2007 roku w zremisowanym 1:1 spotkaniu z Örebro SK zdobył pierwszą bramkę w trakcie gry w Allsvenskan. W tym samym roku wygrał z zespołem rozgrywki Superpucharu Szwecji, a w 2008 roku wywalczył z nim wicemistrzostwo Szwecji.
Latem 2010 roku Bajrami przeszedł do holenderskiego FC Twente. W Eredivisie pierwszy mecz zaliczył 6 sierpnia 2010 roku przeciwko Rodzie Kerkrade (0:0).
W sezonie 2012/2013 Bajrami był wypożyczony do AS Monaco, z którym wywalczył awans z Ligue 2 do Ligue 1. Latem 2013 przeszedł do Panathinaikosu. W 2015 wrócił do Elfsborga.
| Sezon   | Klub             | Kraj     | Rozgrywki          | Mecze | Bramki | Rozgrywki Europy                    | Mecze | Bramki |
| ------- | ---------------- | -------- | ------------------ | ----- | ------ | ----------------------------------- | ----- | ------ |
| 2006    | IF Elfsborg      | Szwecja  | Allsvenskan        | 0     | 0      | -                                   | -     | -      |
| 2007    | IF Elfsborg      | Szwecja  | Allsvenskan        | 14    | 1      | Liga Europy UEFA                    | 6     | 0      |
| 2008    | IF Elfsborg      | Szwecja  | Allsvenskan        | 28    | 5      | Liga Europy UEFA                    | 8     | 2      |
| 2009    | IF Elfsborg      | Szwecja  | Allsvenskan        | 27    | 6      | Liga Europy UEFA                    | 4     | 1      |
| 2010    | IF Elfsborg      | Szwecja  | Allsvenskan        | 13    | 2      | -                                   | -     | -      |
| 2010/11 | FC Twente        | Holandia | Eredivisie         | 21    | 1      | Liga Mistrzów UEFA Liga Europy UEFA | 2 6   | 0 1    |
| 2011/12 | FC Twente        | Holandia | Eredivisie         | 22    | 4      | Liga Mistrzów UEFA Liga Europy UEFA | 3 10  | 0 1    |
| 2012/13 | AS Monaco (wyp.) | Francja  | Ligue 2            | 10    | 1      | -                                   | -     | -      |
| 2013/14 | Panathinaikos AO | Grecja   | Superleague Ellada | 8     | 0      | -                                   | -     | -      |
| 2014/15 | Panathinaikos AO | Grecja   | Superleague Ellada | 4     | 0      | Liga Europy UEFA                    | 2     | 0      |
| 2016    | IF Elfsborg      | Szwecja  | Allsvenskan        | 17    | 1      | -                                   | -     | -      |
| 2017    | IF Elfsborg      | Szwecja  | Allsvenskan        | 21    | 1      | -                                   | -     | -      |

Stan na: 28 listopada 2017 r.

## Kariera reprezentacyjna
W reprezentacji Szwecji Bajrami zadebiutował 20 stycznia 2010 roku w wygranym 1:0 towarzyskim meczu z Omanem. 11 sierpnia 2010 roku w wygranym 3:0 towarzyskim spotkaniu ze Szkocją strzelił pierwszego gola w trakcie gry w drużynie narodowej.